# 中四国物流研究会
中四国物流研究会（ちゅうしこくぶつりゅうけんきゅうかい）は「物流の2024年問題」をはじめとする物流の課題解決に対応することを目的に発足した日本の食品スーパーマーケットチェーン事業者などによる研究会。

## 概要
2024年4月25日、中四国・兵庫などに展開するフジ・イズミ・ハローズの3社と賛同企業(下記の通り賛同企業は3社と同じく中四国をホームとする企業が多い)との連携により発足した。全社が集まる全体会議を概ね3ヶ月ごとに開催し、並行して中国、四国に分けたエリア部会を毎月1、2回開催する予定。第1回の会議では、各社の課題を共有するほか、物流センターの相互視察をする予定。具体的には共同配送のほか、各社の物流センターへの納品時間帯や商品を入れる容器の統一などを想定している。走行距離の短縮や車両台数の削減、作業の効率化などを図る。時期は未定。
発足の背景と主旨
- 物流業界は「2024年問題」や「脱炭素」、その他持続可能な物流を維持するために業界全体で課題に取り組んでいるが、人口減少のスピードが速い中四国エリアにおいて、地域の生活を支える社会インフラとしての小売業を持続可能なものとすべく、「物流の2024年問題」等の課題に対して、物流を協調領域と捉え、企業の壁を越えて協業し、改善を進めていく。

発足の目的としては、
- 「物流の2024年問題」に対して、個社での課題解決が困難な案件に対して、連携して解決を図る。
- 各企業の店舗配送車両で、有効活用できる部分を模索し、配送効率を高める。
- 物流センターまでの一次物流において、製配販で連携し、ムリ・ムラ・ムダの解決を図り、持続可能な納品物流体制を構築する。
- 今後施行予定の法規制に対して、荷主企業として連携して対応する。
- 物流の課題解決を通して、温室効果ガスの削減等の環境負荷低減を図る。
- 若い意欲のある人材が働きたいと思える小売業・運送業へと変革していく。

とある。

## 沿革
- 2024年
  - 4月25日 - 中四国物流研究会発足。
  - 5月16日 - 第1回全体会議を開催予定。

## 参加企業

### 発足企業
- 株式会社フジ
- 株式会社イズミ
- 株式会社ハローズ

### 賛同企業（小売）
- イオンリテール株式会社
- 株式会社天満屋ストア
- 両備ホールディングス株式会社
- 株式会社仁科百貨店
- 株式会社キョーエイ
- 株式会社エースワン
- 株式会社サニーマート
- 株式会社マルイ
- 株式会社みしまや
- 株式会社大創産業
- DCM株式会社
- 社名非公開

### 賛同企業（物流）
- イオングローバルSCM株式会社
- シモハナ物流株式会社
- 株式会社ムロオ

### オブザーバー
- 中国経済産業局
- 四国経済産業局